# Coprophanaeus cyanescens
Coprophanaeus cyanescens är en skalbaggsart som beskrevs av Olsoufieff 1924. Coprophanaeus cyanescens ingår i släktet Coprophanaeus och familjen bladhorningar. Inga underarter finns listade i Catalogue of Life.